# Чемпионат Европы по шоссейному велоспорту 2016 — групповая гонка (женщины до 23 лет)
Групповая гонка среди женщин до 23 лет на Чемпионате Европы по шоссейному велоспорту прошла 17 сентября 2016 года.  Дистанция составила 111,2 км. Соревнование проводилось одновременно с групповой гонкой в женской элите.

Титул чемпионки Европы  среди женщин до 23 лет завоевала  велогонщица из  Польши Катаржина Невядома, показавшая время 2ч 55' 55". На втором месте велогонщица из Дании Сесиль Утруп Людвиг (+ 12"), на третьем -  велогонщица из Франции Северин Эро (+ 12").

### Итоговая классификация
| Место | Участник            | Страна       | Время      |
| ----- | ------------------- | ------------ | ---------- |
| 1 -   | Катаржина Невядома  | (Польша)     | 2ч 55' 55" |
| 2 -   | Сесиль Утруп Людвиг | (Дания)      | + 12"      |
| 3 -   | Северин Эро         | (Франция)    | + 12"      |
| 4     | Аличе Мариа Арзуффи | (Италия)     | + 12"      |
| 5     | Рийана Маркус       | (Нидерланды) | + 12"      |
| 6     | Эйдер Мерино        | (Испания)    | + 29"      |
| 7     | Ольга Шекель        | (Украина)    | + 35"      |
| 8     | Ксения Тухай        | (Белоруссия) | + 37"      |
| 9     | Клара Коппенбург    | (Германия)   | + 41"      |
| 10    | Светлана Кузнецова  | (Россия)     | + 43"      |